# 苏莱教会
苏莱教会（韓語：소래교회）是韩国第一个更正教教堂，1883年在黄海道長淵郡苏莱村建立。

## 历史
来自平安省义州的商人徐相崙前往满洲进行高丽参贸易，遇到苏格兰长老会传教士罗约翰，接受了基督教，并翻译圣经。1883年5月16日，徐相崙、徐景祚兄弟在黄海道長淵郡苏莱村建立了韩国历史上的第一个教会。1895年建立了小礼拜堂，1896年扩建。此后，苏莱教会用作西方传教士的韩语培训基地和东学党的避难所。

## 遗产
韩国长老会在该教会成立100周年之际，决定恢复苏莱教会，并复制了苏莱教会。